# A2203 road
Die A2203 ist eine Class-I-Straße, die 1922 im Stadtgebiet London mit der namentlichen Bezeichnung “Blackwall Lane (part)” festgelegt wurde. Sie verbindet die A206 mit der durch den Blackwall-Tunnel führenden A102.